# Annianus van Alexandrië
De Alexandrijnse monnik Annianus (omstreeks AD 400) was op de Alexandrijnse geleerde Anatolius (omstreeks AD 260) na de grootste computist en, via bisschop Cyrillus van Alexandrië, wegbereider voor het computistische werk van Dionysius Exiguus, en hiermee voor dat van Beda Venerabilis, wiens Paastabel een exacte uitbreiding is van die van Dionysius.
Annianus was onder meer de ontdekker van het feit dat als je de Alexandrijnse regel "Paaszondag is de eerste zondag na de Paasvollemaan" toepast op de data van een metonische 19-jarige maancyclus (die per definitie bestaat uit data van de Paasvollemaan), de aldus verkregen rij data van Paaszondag een Paascyclus is met een periode van 532 jaar (19 × 7 × 4 = 532). Het is Annianus' variant van de aan de Paastabel van bisschop Theophilus van Alexandrië ten grondslag liggende metonische 19-jarige maancyclus die uiteindelijk de overhand zou krijgen in de christelijke wereld, althans tot het jaar 1582, toen de juliaanse kalender werd vervangen door de gregoriaanse kalender.. 

## Verwijzingen
1. ↑  Mosshammer (2008) 202-203
2. ↑  Zuidhoek (2019) 103-120
3. ↑  Mosshammer (2008) 202
4. ↑  Zuidhoek (2019) 67-70